# Juankoski
Juankoski is plaats in Finland, behorend tot de gemeente Kuopio. Tot en met 2016 vormde het een afzonderlijke stad en gemeente. Deze had een totale oppervlakte van 467 km² en telde in 2013 5740 inwoners.
Iisalmi · Joroinen · Kaavi · Keitele · Kiuruvesi · Kuopio · Lapinlahti · Leppävirta · Pielavesi · Rautalampi · Rautavaara · Siilinjärvi · Sonkajärvi · Suonenjoki · Tervo · Tuusniemi · Varkaus · Vesanto · Vieremä
Voormalige gemeenten:
Iisalmen maalaiskunta · Juankoski · Karttula · Kuopion maalaiskunta · Maaninka · Muuruvesi · Nilsiä · Riistavesi · Säyneinen · Varpaisjärvi · Vehmersalmi